# Il balcone (opera teatrale)
La donna: sei, ma capitali! E ce n'è voluto, per trovarli.
Il vescovo (preoccupato): Come, erano fasulli?
La donna: Tutti autentici! Parlo della faticaccia che ho fatto a commetterli. Sapeste quanti ostacoli bisogna superare, sormontare, per giungere alla disobbedienza.»
Il balcone è un'opera teatrale in due atti di Jean Genet scritta nel 1956.

## Trama
Durante una rivolta, dentro a un bordello di una città il vescovo, il giudice e il generale svelano le loro perversioni segrete.

## Poetica
Ho nuovamente letto «Il balcone»: è molto brutto e scritto molto male. Pretenzioso. Ma come? Se cercassi di avere uno stile più neutro, meno contorto, condurrei la mia immaginazione verso la mitologia o argomenti troppo saggi, troppo convenzionali. Perché inventare non è dire. Per inventare, dovrei mettermi in uno stato d'animo che porti alle favole; e queste stesse favole impongono uno stile caricaturale. È legato a loro.
(Jean Genet)
La scena rappresentata rimanda sempre a un riflesso, a una realtà che sta oltre la scena stessa. Tale realtà, tuttavia, mano a mano si dissolve facendo sì che resti solo l’apparenza, destinata anch'essa a dissolversi. Si tratta di una celebrazione e, insieme, una distruzione del teatro stesso.
Lo stesso Genet scrisse nelle note per la messinscena: Non si deve mettere in scena questa pièce come se fosse una satira di questo o di quello. È la glorificazione dell’Immagine e del Riflesso – e come tale deve essere rappresentata. Solo così il suo significato – satirico o meno – potrà manifestarsi.